# Jiří Cerha
 (octobre 2012).
Si vous disposez d'ouvrages ou d'articles de référence ou si vous connaissez des sites web de qualité traitant du thème abordé ici, merci de compléter l'article en donnant les références utiles à sa vérifiabilité et en les liant à la section « Notes et références ».
Jiří Cerha est un joueur tchèque de volley-ball né le 26 septembre 1979 à Prague. Il mesure 2,00 m  et joue au poste de central.
Il évolue depuis juillet 2009 sous les couleurs du Chaumont Volley-Ball 52.
Jiri se retire des terrains au terme de la saison 2013-2014 et intègre le staff technique du CVB 52 HM au poste de Manager.

## Clubs
| Club                       | Pays               | De        | À         |
| -------------------------- | ------------------ | --------- | --------- |
| SK Ústí nad Labem          | République tchèque | 1998-1999 | 2000-2001 |
| Jihostroj Ceske Budojovice | République tchèque | 2001-2002 | 2002-2003 |
| Dunkerque GLVB             | France             | 2003-2004 | 2003-2004 |
| Marseille Volley 13        | France             | 2005-2006 | 2006-2007 |
| VK Ostrava                 | République tchèque | 2006-2007 | 2006-2007 |
| VK Opava                   | République tchèque | 2007-2008 | 2007-2008 |
| Marseille Volley 13        | France             | 2008-2009 | 2008-2009 |
| Chaumont VB 52             | France             | 2009-2010 | 2013-2014 |